# Germignonville
Germignonville település Franciaországban, Eure-et-Loir megyében. Lakosainak száma 223 fő (2018. január 1.). Germignonville Tillay-le-Péneux, Éole-en-Beauce, Ymonville, Viabon, Guilleville, Allaines-Mervilliers, Loigny-la-Bataille és Fontenay-sur-Conie községekkel határos.

## Népesség
A település népességének változása:
| Lakosok száma | 356  | 292  | 223  | 199  | 185  | 240  | 233  | 221  | 223  | 223  |
|               | 1962 | 1968 | 1982 | 1990 | 1999 | 2008 | 2011 | 2013 | 2017 | 2018 |